# Kastell Zugmantel
Das Kastell Zugmantel ist ein ehemaliger römischer Garnisonsort, der für eine Besatzung in der Größe einer Kohorte ausgelegt war. Die Anlage liegt an der westlichen Taunusstrecke des Obergermanischen Limes, der seit 2005 den Status des UNESCO-Weltkulturerbes besitzt. Das obertägig im Gelände noch sehr gut wahrnehmbare Bodendenkmal befindet sich in einem Waldrandgebiet von Taunusstein-Orlen im hessischen Rheingau-Taunus-Kreis.

## Lage

Lage des Kastells Zugmantel

Die Überreste des Kastells und des Vicus sowie ein rekonstruierter Wachturm mit einem ebenfalls rekonstruierten Teilstück des Limes befinden sich etwa einen Kilometer nordöstlich der Ortschaft Taunusstein-Orlen, unmittelbar an der Stelle, an der die Hünerstraße – die heutige Bundesstraße 417 – den Limes zwischen Orlen und Ehrenbach kreuzt.
Die Hünerstraße war schon vor und während der Römerzeit ein wichtiger Verbindungsweg zwischen dem von Germanen dicht besiedelten Limburger Becken und dem Rheingau mit Aquae Mattiacorum, dem heutigen Wiesbaden, als Hauptort der Civitas Mattiacorum und Mogontiacum, dem heutigen Mainz, als Hauptstadt der römischen Provinz Germania superior. Zur Sicherung dieses Bereichs war eine militärische Überwachung notwendig.
Das heutige Bodendenkmal befindet sich auf rund 455 Höhenmetern im Randgebiet eines größeren Waldstückes. Die südlichen und südöstlichen Bereiche der Befunde sind durch die Anlage eines Sportplatzes und eines Gewerbebetriebes gestört. Weitere Störungen des Befundkomplexes entstanden durch den neuzeitlichen Ausbau der Hünerstraße.
Ein rund 2,5 km langer Lehrpfad führt heutzutage durch die Anlage.

## Forschungsgeschichte

Grundriss des Kastells mit den verschiedenen Bauphasen

Über das Kastell Zugmantel liegt eine der frühesten Untersuchungen zu einem Limeskastell aus dem Jahr 1760 vor.
Um die Mitte des 19. Jahrhunderts nahm der historische Verein für Nassau erste kleinere archäologische Ausgrabungen am Kastell Zugmantel vor. Systematische wissenschaftliche Untersuchungen erfolgten dann durch die Reichs-Limeskommission ab 1894 und schließlich im 20. Jahrhundert durch das Saalburgmuseum. Die umfangreichste Erkundung wurde von 1901 bis 1914 durchgeführt. Ab 1905 bis 1914 besuchte Kaiser Wilhelm II. mehrfach die Ausgrabungsstelle, sogar noch während des Ersten Weltkriegs. Die unterbrochenen Grabungen wurden von 1921 bis 1937, zum Teil als Arbeitsbeschaffungsmaßnahmen, fortgesetzt. Weitere Grabungen folgten 1949, 1950 und 1956.

## Befunde

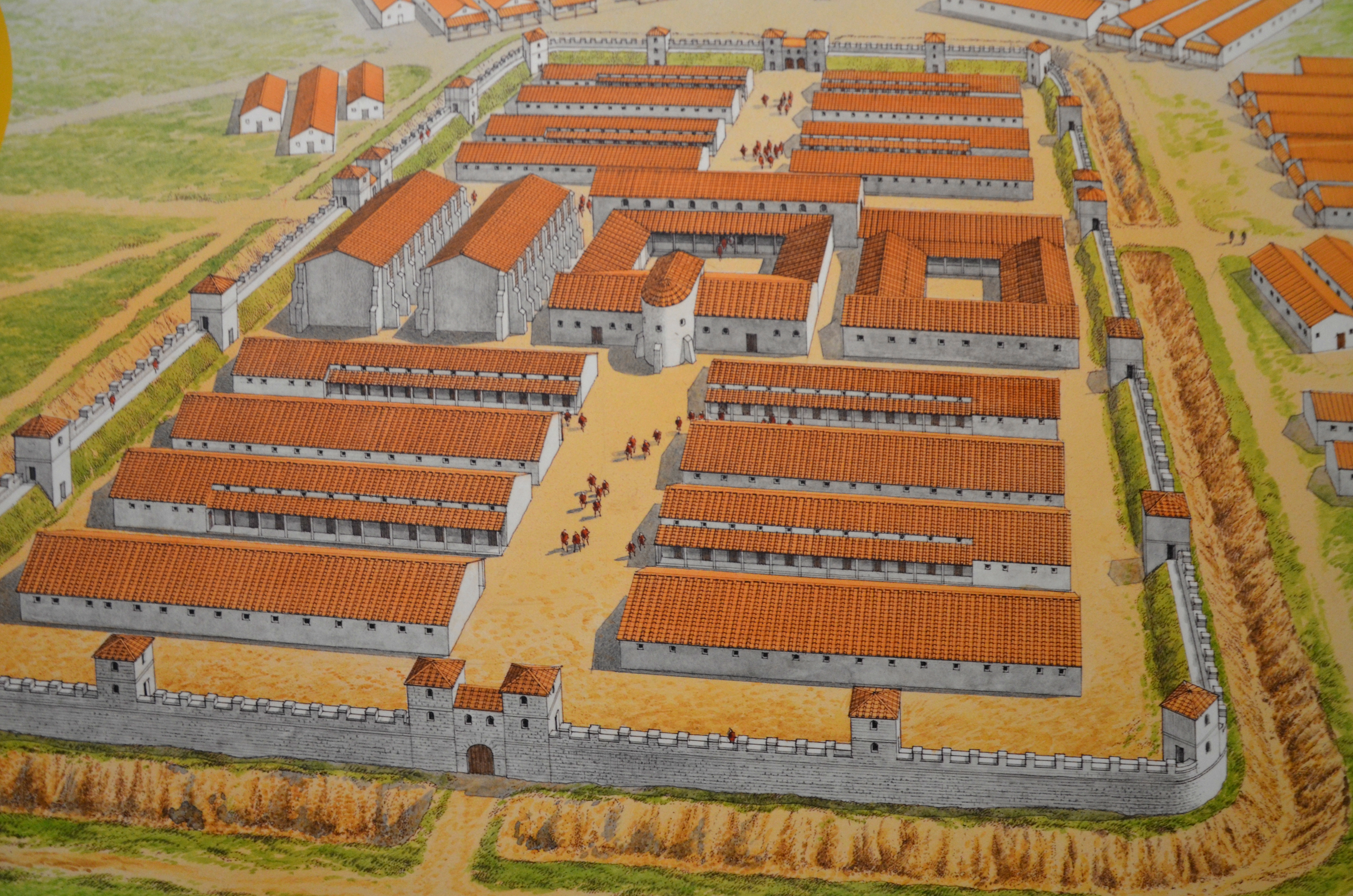
Rekonstruktion des Kastells, Zustand um 200 n. Chr.

In seiner letzten Bauphase hatte das Kastell Zugmantel mit den Abmessungen 124,5 × 171 Meter eine Gesamtfläche von gut 2,1 Hektar. Damit war es das kleinste Kastell einer Cohors equitata am gesamten Limes. Die Wehrmauer war von einem einfachen Graben umgeben, die Kastellecken abgerundet und nicht mit Türmen bewehrt. Dafür waren alle vier Tore des Lagers mit Doppeltürmen ausgestattet. Von der Bebauung des Kastellinneren konnten die Principia (Stabsgebäude) in vollem Umfang nachgewiesen werden, die restlichen Bauten dürften aus Holz oder Fachwerk bestanden haben. Aus dem Kastellareal stammen Gewandfragmente einer Großbronze, die in die erste Hälfte des 3. Jahrhunderts datieren.
Mit der Porta praetoria (Haupttor) war das Kastell in allen vier Bauphasen nicht nach Norden auf den Limes hin, sondern nach Osten ausgerichtet. Eine schräg vom Kastell abknickende Straße verband das Haupttor mit der südöstlich des Lagers entspringenden Quelle der Aar. Dort wurde das Kastellbad errichtet, und die Straße zwischen Bad und Kastell entwickelte sich zu einem längsdreieckigen Platz, der den Kern des Vicus (Zivilsiedlung) bildete.
Der weitläufige Vicus erstreckte sich um den gesamten Kastellbereich. In ihm konnten zahlreiche Wohnhäuser, teilweise mit Fußbodenheizung, sowie insgesamt drei Sakralbauten, darunter ein Heiligtum des Jupiter Dolichenus, nachgewiesen werden. Der Vicus gehört zu den am besten erforschten Kastellvici am Obergermanischen Limes. Keramikfunde legen nahe, dass im 3. Jahrhundert ein Teil der Siedlung von Germanen bewohnt wurde. Auch das Gräberfeld wurde lokalisiert, es liegt südlich des heutigen Sportplatzes.
Auf dem gesamten Gelände des Kastells befindet sich heute ein ausgewachsener Mischwald, wodurch die Innenbebauung nicht mehr zu erkennen ist. Vom eigentlichen Kastell ist die Umwehrung noch als Erdwall oder Böschung zu sehen.
Der Pfahlgraben des Limes ist gut erhalten und in unmittelbarer Nähe des rekonstruierten Wachturms (Wp. 3/15) wiederhergestellt. Zwischen Limes und Kastell findet man die Überreste zweier kleiner zum Vicus gehörender Amphitheater, die in früherer Zeit irrtümlich für Schanzen gehalten worden waren. Sehr ähnliche Anlagen wurden am Kastell Dambach, in Wales bei Kastell Tomen y Mur sowie am nahe gelegenen Kastell Arnsburg entdeckt.

Kastelldorf und Amphitheater (sog. „Rundschanzen“) beim Kastell Zugmantel
Vicus südlich des Kastells
Vicus östlich
Nördliches Amphitheater
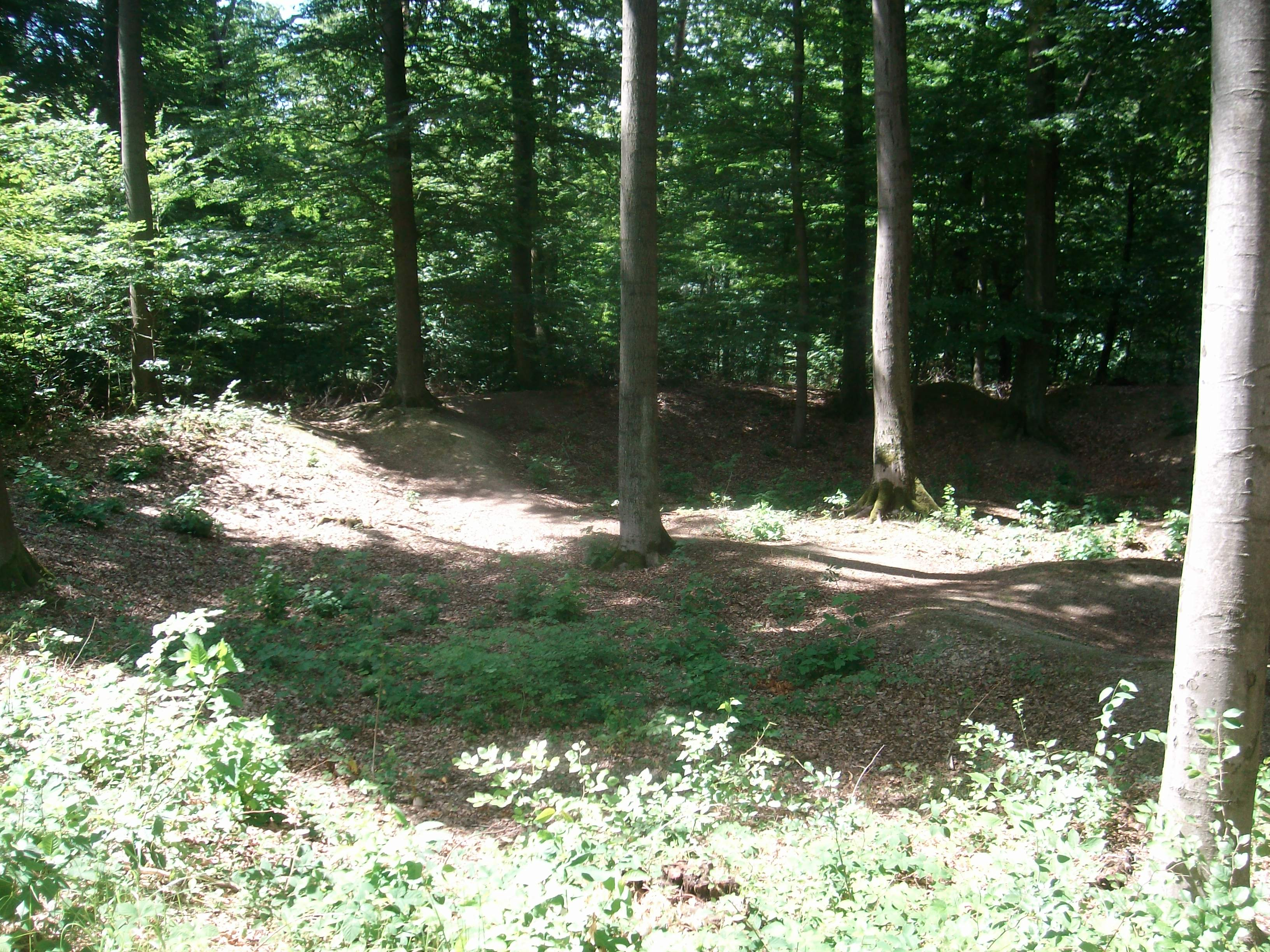
Nördliches Amphitheater im heutigen Zustand
Östliches Amphitheater
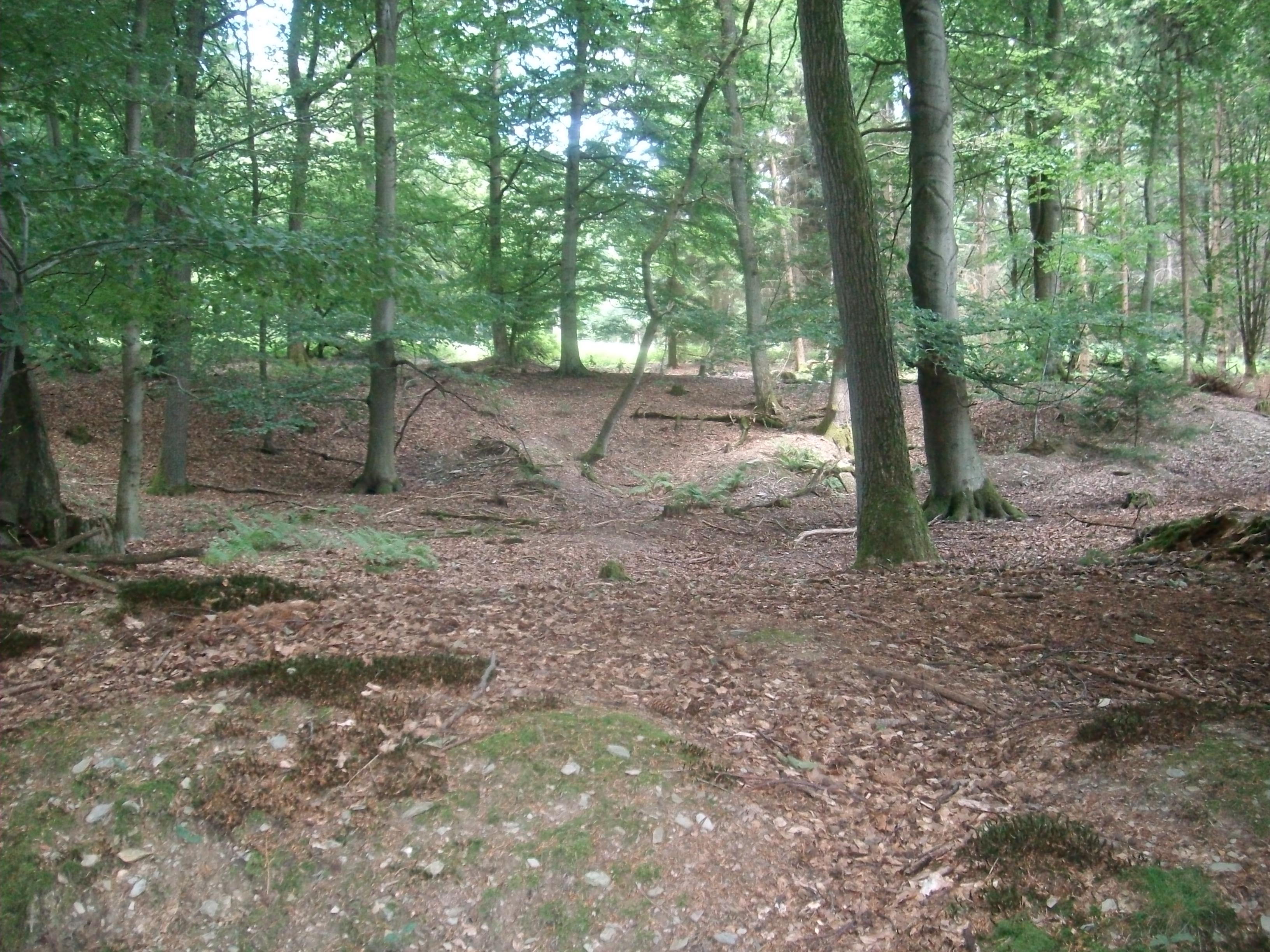
Östliches Amphitheater im heutigen Zustand
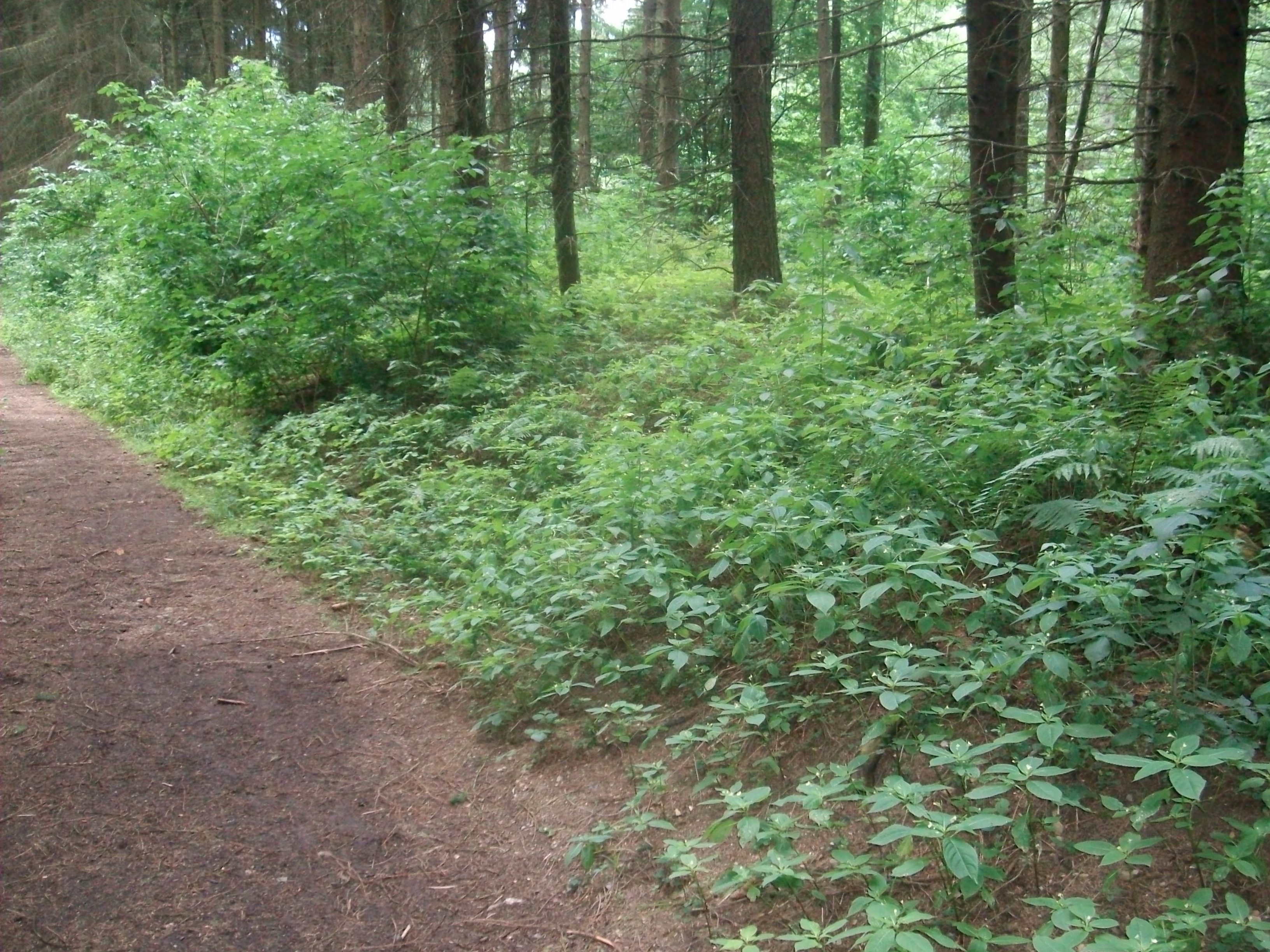
Nordwall des Kastells
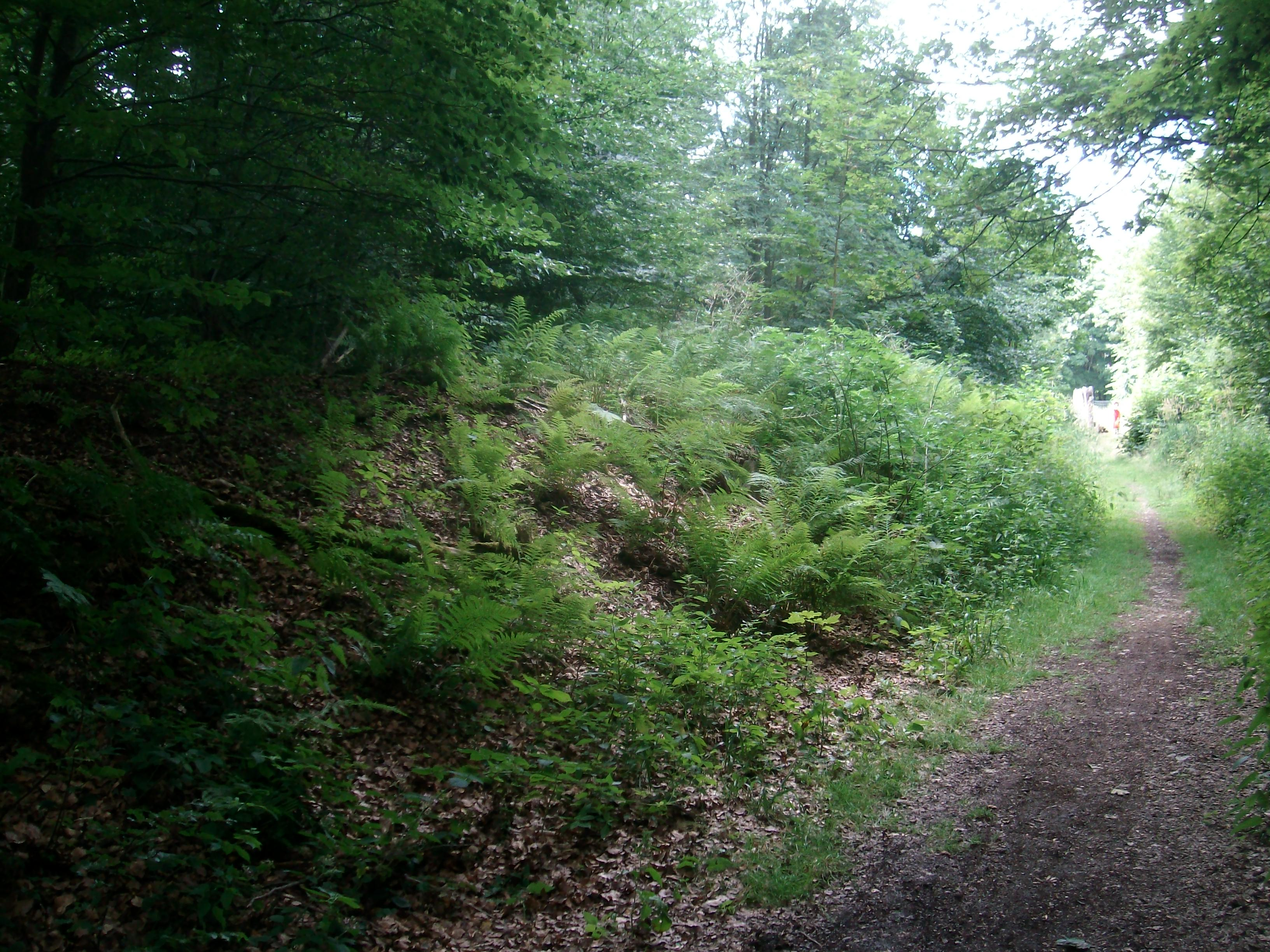
Erhaltener Limeswall

## Datierung, Belegung und Geschichte
Bedingt durch seine strategisch bedeutsame Lage (siehe oben) gehört das Kastell Zugmantel zu den ältesten römischen Wehrbauten im Taunus. Bereits in domitianischer Zeit, um das Jahr 90, entstand hier das erste Numeruskastell von etwa 0,7 Hektar Größe in Holz-Erde-Bauweise. Unter Hadrian wurde es um das Jahr 120 auf ungefähr 1,1 Hektar erweitert. Besatzung war eine treverische Hilfstruppe. Diese wird anfangs eine Stärke von etwa 160 Mann (Numerus) gehabt haben und ist später verstärkt worden (Cohors), wie die wiederholten Kastellerweiterungen und Inschriften belegen.
In antoninischer Zeit, um die Mitte des 2. Jahrhunderts, wurde das Holzkastell durch ein rund 1,7 Hektar großes Steinkastell abgelöst. Während der Umbauphase diente wahrscheinlich das Kleinkastell Heidekringen als provisorisches Ersatzlager. Unter Caracalla vergrößerte man den Numerus zu einer Cohors Treverorum equitata („Teilberittene Kohorte der Treverer“) mit einer Stärke von knapp 500 Mann. Das Kastell wurde um 223 (oder etwas früher, da eine Inschrift Caracalla nennt) nochmals auf rund 2,1 Hektar Fläche erweitert. Einer der spätesten Inschriftenfunde vom Limes liegt in Form einer Statuenbasis für ein Standbild des Kaisers Maximinus Thrax vor. Die Trevererkohorte trägt hier den Beinamen Maximiniana, um die Verbundenheit mit dem Herrscher zum Ausdruck zu bringen. Die Inschrift wurde nach 238 zerschlagen und in einem Pfeilerfundament verbaut, das damit frühestens zu diesem Zeitpunkt erbaut worden sein kann.
In der Zeit der innen- und außenpolitischen sowie wirtschaftlichen Krise des Imperiums um die Mitte des 3. Jahrhunderts ist der Limes und damit auch das Kastell um das Jahr 260 herum aufgegeben worden (Limesfall). Im 18. Jahrhundert wurden die Reste des Lagers beim Ausbau der Hühnerstraße als Steinbruch genutzt. Ferner sind Teile des Vicus durch den Bau dieser Straße, einer Fabrik und eines Sportplatzes endgültig zerstört worden.
Eine kleine Auswahl an Funden findet sich im Limesinformationszentrum des Rheingau-Taunus-Kreises am Hofgut Georgenthal.

## Limesverlauf vom Kastell Zugmantel bis zum Kastell Alteburg
Beim Wp 3/18 teilt sich der Verlauf des Limes erneut in eine ältere, etwas rückwärtig gelegene Linie, die in ihrem Verlauf die topographischen Gegebenheiten stärker berücksichtigt und dadurch unregelmäßig ist, und eine jüngere, die einen eher geradlinigen Verlauf anstrebt. Die ältere Linie ist wahrscheinlich domitianischen Ursprungs und wurde möglicherweise schon zum Ende der Chattenkriege, um das Jahr 85 n. Chr., errichtet. Sie durchlief nur die ersten beiden Ausbauphasen des Limes (Waldschneise mit Postenweg, Holztürme und Palisade) und wurde wahrscheinlich gegen die Mitte des 2. Jahrhunderts durch die um bis zu 800 m weiter nach Norden vorgeschobene, jüngere Linie ersetzt, die sofort in Gestalt der dritten Ausbauphase (mit Steintürmen statt Holztürmen) ausgeführt wurde.
Vom Kastell Alteburg bis zum Kastell Zugmantel zieht der Limes in östliche Richtung mit schwacher Abweichung nach Norden hin. Dabei passiert er im Wesentlichen dicht bewaldete Gebiete, in denen er sehr gut erhalten ist, sowie landwirtschaftlich genutzte Flächen, auf und unter denen es um seinen Erhaltungszustand nicht so gut bestellt ist. Insgesamt fällt er auf diesem Weg um mehr als 100 Höhenmeter ab.
| ORL                  | Name/Ort                               | Beschreibung/Zustand |
| -------------------- | -------------------------------------- | --- |
| ORL 8                | Kastell Zugmantel                      | siehe oben |
| Wp 3/15              |                                        | Abgegangene Turmstelle eines Steinturms. Seine Reste sind 1966 Baumaßnahmen an der Bundesstraße 417, der alten Hühnerstraße, zum Opfer gefallen. Unweit östlich des eigentlichen Fundplatzes wurde 1971/72 die Rekonstruktion eines Steinturms nebst einem Stück Limes mit Palisade errichtet. An dieser Stelle beginnt heute ein archäologischer Wanderweg, der zum Kastell Zugmantel führt. Führungen am Turm werden derzeit angeboten. - Limes und rekonstruierter Wp 3/15 nördlich des Kastells Zugmantel - Limesprofil im Bereich Wp 3/15 und Kastell Zugmantel - Rekonstruierter Limes-Wachturm Wp 3/15 am Kastell Zugmantel - Rekonstruierter Wachturm im Bereich Wp 3/15 beim Kastell Zugmantel - Rekonstruierter Limes-Wachturm Wp 3/15 am Kastell Zugmantel |
| Wp 3/16 bis Wp 3/17a |                                        | Insgesamt drei, aufgrund der durchschnittlichen Entfernungen zwischen Limeswachtürmen vermutete, jedoch nicht archäologisch nachgewiesene Turmstellen |
| Wp 3/18              | „Alte Schanz“                          | Turmstelle mit zwei Holztürmen und einem Steinturm. Die vier Pfostenlöcher des westlichen Holzturms bilden ein Viereck mit den Seitenverhältnissen von 3,2 m zu 3,5 m. Der Turm war von zwei Ringgräben umgeben. Der Durchmesser des inneren Ringgrabens betrug 11,7 m, der des äußeren 19,0 m. Der äußere Graben besaß eine etwas geringere Tiefe als der innere. Der östliche Holzturm besaß einen Graben, der in Form eines Quadrats mit scharf abgerundeten Ecken angelegt war. Die Seitenlänge des Grabens betrug zwölf Meter. Nach den Befunden im Inneren des Grabens ist vermutlich nicht gesucht worden. Der Grundriss des Steinturms bildete ein unregelmäßiges Viereck mit Seitenlängen zwischen 4,75 m und 5,05 m. Seine Mauerstärke betrug 95 cm, die Entfernung bis zum Palisadengraben 28 m. Beim Wp 3/18 teilt sich der Verlauf des Limes in eine ältere und eine jüngere Linie. |
| Wp 3/19              | „Auf der Birk“                         | Turmstelle, die bereits 1846 vom nassauischen Archivdirektor Wilhelm Ludwig Freiherr von Preuschen (1806–1864) ausgegraben und 1853 noch einmal durch Karl August von Cohausen untersucht worden ist. Die Reichs-Limeskommission verzichtete auf weitere Grabungen. Nach Cohausen soll die Turmstelle aus einem einzelnen Steinturm bestanden haben, der bei einem Seitenverhältnis von 4,52 m zu 4,68 m eine Mauerstärke von 70 cm aufwies. Der Turm befand sich in etwa 15 m Entfernung von der Sohle des Limesgrabens. Die Vermessungen Cohausens und die Zuverlässigkeit der von ihm gewonnenen und dokumentierten Daten wurden jedoch im Limeswerk (1936) in Frage gestellt. |
| Wp 3/19*             | „Eschenhahner Turnplatz“               | Turmstelle eines einzelnen Holzturms, der 1899 von Heinrich Jacobi untersucht wurde. Der Turm hatte eine annähernd rechteckige Form von 4,70 bis 4,90 m Seitenlänge. An den Ecken des Trockenmauerfundamentes befanden sich 30 cm bis 35 cm starke Pfosten, die Seiten enthielten jeweils drei zur Aufnahme von Balken bestimmte Schlitze. Im Abstand von 1,50 m war der Turm von einem quadratisch angelegten Graben mit 8,80 m Seitenlänge umgeben. Der Graben war rund 1,20 m breit, die Resttiefe der rundlichen Sohle betrug 75 cm. Der Abstand der Turmstelle zu Wp 3/19 betrug 570 m, die kürzeste Entfernung zur vorderen Limeslinie 480 m. Obwohl der Turm relativ tief positioniert war, gewährte er doch eine gute Sicht in das nordwestlich vorgelagerte Eschenhahner Tal. |
| Wp 3/20              | „Am Unteren Roßberg“                   | Turmstelle eines einzelnen Steinturms, dessen aufgehendes Mauerwerk zur Zeit der Reichs-Limeskommission (hier: 1899) noch bis zu über einem Meter erhalten war. Der Turm mit einem annähernd quadratischem Grundriss von rund vier Metern Länge verfügte über nur 60 cm starkes Mauerwerk. |
| Wp 3/21              | „An der Siebenkippelstraße“            | Turmstelle eines einzelnen Steinturms, der bereits von dem Wiesbadener Archivar Carl Rossel und später von Karl August von Cohausen untersucht worden war. Zur Zeit der Untersuchungen durch die RLK war das aufgehende Mauerwerk noch bis zu einer Höhe von einem Meter erhalten, die Fundamentierung reichte 35 cm in den Boden hinab. Der Turm besaß den Grundriss eines unregelmäßigen Vierecks mit Seitenlängen zwischen 4,65 m und 4,90 m. Seine Mauerstärke betrug 75 cm. Der Turm befand sich in einer ausgezeichneten Positionierung. Von dieser Stelle aus war freie Sicht nach Westen hin bis zum Wp 3/19 und nach Osten bis zum Wp 3/29 gewährleistet. |
| Wp 3/21*             | „An der Siebenkippelstraße“            | Turmstelle eines einzelnen Holzturms. Die Bauweise des Turms entsprach der des Wp 3/19*, jedoch war Wp 3/21* wesentlich besser erhalten, als er 1899 von Heinrich Jacobi ausgegraben wurde. Der Turm besaß einen quadratischen Grundriss mit nur geringer Abweichung der einzelnen Seitenlängen voneinander, die 4,82 m bis 4,85 m betrugen. An seinen Ecken standen Pfosten von 34 cm bis 37 cm Stärke, sie waren scharfkantig zugehauen. Die Pfostenlöcher erreichten eine Tiefe von 1,50 m unter dem römischen Laufniveau, ein Meter davon reichte in den gewachsenen Schieferfelsboden hinein. Das aus Taunusschiefer bestehende Trockenmauerwerk war auf der Außenseite des Turms säuberlich bündig gearbeitet, auf der Innenseite jedoch von unregelmäßiger Form. Der Innenbereich war mit Lehm aufgefüllt. Unter dem Mauerwerk befanden sich 20 cm bis 30 cm hohe und bis zu über 60 cm breite Holzschwellen, die in einer aus dem Fels gehauenen Rinne platziert waren. Nach dem Verfaulen der Balken kam es auf allen Seiten zu Mauerwerksabsenkungen. Im Trockenmauerwerk befanden sich in Reihen übereinander 20 cm mal 40 cm große Schlitze zur Aufnahme von hochkant stehenden Stabilisierungsbalken. An drei Seiten war der Turm im Abstand von 1,50 m von einem flachen Drainagegraben umgeben. An der Nordwestseite, an dem sich ein Steilabhang befindet, setzte der Graben aus. Der Abstand des Turmes zur vorderen Limeslinie betrug 490 m. Die Positionierung war glänzend gewählt und bot eine optimale Sicht in alle Richtungen. |
| Wp 3/22              | „Hahlgarten“                           | Ebenfalls sowohl durch Rossel als auch durch Cohausen bereits untersuchte Turmstelle eines einzelnen Steinturms mit widersprüchlicher Dokumentation der Befunde. Die Reichsgrabung schließlich dokumentierte einen annähernd quadratischen Grundriss mit 4,50 m bis 4,55 m Seitenlänge. Zu dieser Zeit war das aufgehende Mauerwerk noch fast einen Meter hoch erhalten. Die Mauerstärke betrug 90 cm. Der Turm war im Abstand von rund vier Metern von einem flachen, unregelmäßig gerundeten Entwässerungsgraben umzogen. Der Abstand des Turms zum in nördlicher Richtung passierenden Limes betrug zehn Meter bis zur Sohle des großen Grabens und 14,5 m bis zum Palisadengraben. |
| Wp 3/23              | „Buchwies“                             | 1868 von Carl Rossel ausgegrabene und später von der Reichs-Limeskommission nachuntersuchte Turmstelle, von der heute nichts mehr zu sehen ist. Der Fundort stellte sich als Befundkomplex aus einem Steinturm und weiteren Befunden dar, die als Barackenreste, eine Feuerstelle und ein verschleifter Grabhügel interpretiert wurden. Der Steinturm besaß einen leicht ungleichmäßigen Grundriss mit den Seitenlängen 4,05 m × 4,50 m × 4,15 m × 4,15 m, die Stärke des Mauerwerks betrug 75 cm. Der Turm befand sich 9,30 m hinter der Sohle des großen Grabens und 15,0 m hinter dem Palisadengraben. |
| Wp 3/23*             | „Füllenweide“                          | Turmstelle eines Holzturms, der 1899 untersucht worden ist. Festgestellt wurden vier Pfostenlöcher auf einer planierten Fläche, die ein Rechteck von 5,10 m Länge und 4,20 m Breite ergaben. Umgeben war der Turm von einem Graben in leicht ovaler Form, dessen Durchmesser 13,0 m an der längsten und 12,2 m an der schmalsten Stelle betrug. |
| Wp 3/24              |                                        | Aufgrund der Entfernung zwischen Wp 3/23 und Wp 25 vermutete, aber nicht archäologisch nachgewiesenen Turmstelle. |
| Wp 3/25              | „Gerlohe“                              | Turmstelle eines Steinturms, der bereits 1846 von Preuschen erstmals ausgegraben und anschließend zwischen 1853 und 1880 wiederholt von Karl August von Cohausen untersucht worden ist. Von dem Turm, der zu Cohausens Zeiten (Bild links) noch gut erhalten war, ist heute im Gelände nur noch ein durchwühlter Hügel zu erkennen. Der Wachturm besaß einen quadratischen Grundriss von 4,48 m Seitenlänge. Die Mauerstärke im Aufgehenden betrug 75 cm, der Fundamentsockel sprang um zehn Zentimeter vor. Im Jahr 2023 wurde eine Inwertsetzung der Turmstelle durch das Landesamt für Denkmalpflege umgesetzt. Dabei wurden die Fundamente rekonstruiert. |
| Wp 3/26              | „An der Oberseelbach-Idsteiner Straße“ | Turmstelle eines Steinturms, der bereits im 19. Jahrhundert nahezu vollständig abgetragen worden war. An seiner Stelle errichtete man im Jahre 2002 die authentische Rekonstruktion eines Turmes, den so genannten „Römerturm Idstein-Dasbach“. Er gilt als gelungener Rekonstruktionsversuch und beherbergt in seinem Inneren eine kleine Ausstellung. - Siehe auch den separaten Artikel Römerturm Idstein-Dasbach. |
| Wp 3/26a             |                                        | Nur vage vermutete Turmstelle, die jedoch nie archäologisch nachgewiesen werden konnte. Eine Sage bekundet, dass die örtliche evangelische Kirche in Idstein-Dasbach auf den Fundamenten dieses Turms errichtet wurde. Wissenschaftliche Erkenntnisse hierzu gibt es nicht, womit diese Gerüchte in den Bereich der Spekulation verwiesen werden müssen. Die Kirche liegt auf jeden Fall im Bereich der Limestrasse. |
| Wp 3/27              | „Östlich von Dasbach“                  | Durch von Preuschen 1846 und später durch von Cohausen untersuchte, aber widersprüchlich dokumentierte Turmstelle eines Steinturms. |
| Wp 3/28              | „An der Dasbach-Lenzhahner Straße“     | Bei Rossel und Cohausen erwähnte, aber ebenfalls widersprüchlich und unzureichend dokumentierte Stelle eines Steinturms. |
| Wp 3/29              | „Am Triangel“                          | 1899 aufgenommene und untersuchte Turmstelle, bestehend aus einem Holz- und einem Steinturm. Der Steinturm besaß einen schwach unregelmäßig viereckigen Grundriss mit Seitenlängen von 3,80 m bis 4,00 m. Die Mauerstärke konnte nur noch im Fundament ermittelt werden, wo sie zwischen 85 cm und 95 cm betrug. Der Holzturm gehörte einem viereckigen Typ an, ähnlich den Wachtürmen Wp 3/19* und Wp 3/21*. Die vier Ständerpfosten bildeten einen trapezförmigen Grundriss mit 3,06 m bis 4,38 m Seitenlänge. Umgeben war der Turm von einem ebenfalls trapezförmigen Graben mit Seitenlängen zwischen rund 8,0 m und annähernd 9,0 m. Der Abstand der Turmstelle zur Palisade betrug 15 m, die Entfernung von der Sohle des Limesgrabens 12 m. |
| KK                   | „Kleinkastell Eichelgarten“            | Etwa 150 m hinter dem Limes befinden sich die noch sichtbaren Bodenverformungen eines von der Reichs-Limeskommission als mögliches Kleinkastell interpretierten Befundes, der schon von Rossel und Cohausen dokumentiert worden war. Die Kommission ermittelte ein trapezförmiges Erdwerk mit flachem Wall und seichtem Graben, begnügte sich aber mit der Vermessung und Beschreibung der sichtbaren Bodenverformungen und nahm keine Ausgrabungen vor. Im Inneren befand sich ein niedriger Hügel, der von einem flachen, 6,50 m durchmessenden, kreisrunden Graben umgeben war. Wenn es sich bei der Anlage überhaupt um ein römisches Kastell handeln sollte, war es vermutlich nur kurzzeitig in Benutzung. Dem Namen und dem Befund nach zu urteilen handelt es sich mit hoher Wahrscheinlichkeit um eine neuzeitliche Eichenpflanzung, von denen es ähnliche im Taunus gibt. |
| Wp 3/30              | „Gerheck“                              | Turmstelle eines Steinturms mit trapezförmigem Grundriss (Nordseite 4,10 m, Südseite 3,80 m, West- und Ostseite jeweils 4,00 m). Die Mauern waren 75 cm stark, der Abstand des Turms von der Mitte des Limesgrabens betrug 11,2 m. Die Front des Steinturms lag rund 13 m von der Sohle des Grabens und 17 m von der Palisade entfernt. |
| Wp 3/31              | „Unzeitigstück“                        | Befund aus einem steinernen Wachturm und einem weiteren Gebäude. Der Steinturm besaß einen rechteckigen Grundriss mit Seitenlängen zwischen 3,95 m und 4,10 m. Die Stärke des aufgehenden Mauerwerks betrug 90 cm, der Fundamentsockel sprang um 10 cm vor. Das zweite Gebäude lag in etwa 56 m westlicher Entfernung zum Wachturm und lediglich neun Meter hinter der Sohle des Limesgrabens. Es handelte sich bei diesem Bauwerk vermutlich nicht um einen Wachturm, sondern um ein Gebäude anderer Bestimmung. Es besaß einen rechteckigen Grundriss mit 6,00 m Breite und 7,20 m bis 7,25 m Länge. Die Mauerstärke betrug im Aufgehenden nur 50 cm, die Fundamentsockel sprangen an der Innenseite um 15 cm vor. |
| ORL 9                | Kastell Alteburg                       | siehe Hauptartikel Kastell Alteburg |

## Sonstiges
Im Bereich des Kastells existiert ein Vorkommen des Kleinen Immergrüns. Es kann, wie auch u. a. beim Kastell Holzhausen, auf eine römerzeitliche Anpflanzung zurückgeführt werden.

## Denkmalschutz
Das Kastell Zugmantel und die anschließenden Limesbauwerke sind als Abschnitt des Obergermanisch-Raetischen Limes seit 2005 Teil des UNESCO-Welterbes. Außerdem sind sie Bodendenkmale nach dem Hessischen Denkmalschutzgesetz. Schatzfunde wurden 1912 (140 Denare und Antoniniane) und 1931 gemeldet (14 Sesterze). Nachforschungen und gezieltes Sammeln von Funden sind genehmigungspflichtig, Zufallsfunde an die Denkmalbehörden zu melden.